# 中心五邊形數
中心五邊形數是一種中心多邊形數，也是一種有形數。中心五邊形數是排成正五邊形的中心多邊形數。其公式為
{\displaystyle {{5(n-1)^{2}+5(n-1)+2} \over 2}.}
前幾項的中心五邊形數為：
1, 6, 16, 31, 51, 76, 106, 141, 181, 226, 276, 331, 391, 456, 526, 601, 681, 766, 856, 951, 1051, 1156, 1266, 1381, 1501, 1626, 1756, 1891, 2031, 2176, 2326, 2481, 2641, 2806, 2976 （OEIS數列A005891）.
中心五邊形數的數字會連續出現兩個奇數，再接著兩個偶數，也就是會有偶數-偶數-奇數-奇數的規則。在10進制下其個位數會依6-6-1-1的規則出現。

## 外部連結
- 埃里克·韦斯坦因. . MathWorld.